# Szpajza
Szpajza (z niem. die Speise – potrawa, danie) – deser (legumina) przygotowywany z jajek kurzych znany w kuchni śląskiej i pomorskiej (na Kaszubach, Powiślu i Żuławach). Jest to rodzaj kremu zestalanego żelatyną. Charakteryzuje się delikatną, puszystą konsystencją, przypominającą gładką, kremową (galaretkowatą) piankę.

## Kuchnia śląska
Jest to deser charakterystyczny dla kuchni śląskiej. Znany jest w niej prawdopodobnie od końca XIX wieku. Przepis na cytrynową szpajzę znajduje się m.in. w Kochbuch für Schule und Haus Marii Wurst z 1911 roku.
Znany także pod nazwami: ajerszpajza, Szpajzy, Szpajze. Najpopularniejsze smaki to cytrynowa oraz czekoladowa. Inne wersje smakowe to m.in. truskawkowa, wiśniowa, agrestowa, waniliowa.

Szpajza jest tradycyjnym deserem na Górnym Śląsku, podawanym po obiedzie podczas ważnych uroczystości rodzinnych, takich jak pierwsza komunia, wesele, jubileusze czy dorocznych jak np. Wielkanoc, czy odpust parafialny. Najczęściej szpajzę podaje się w dużych salaterkach, z których następnie nabierane są porcje do mniejszych miseczek. Alternatywą jest podanie szpajzy w osobnych pucharkach. 

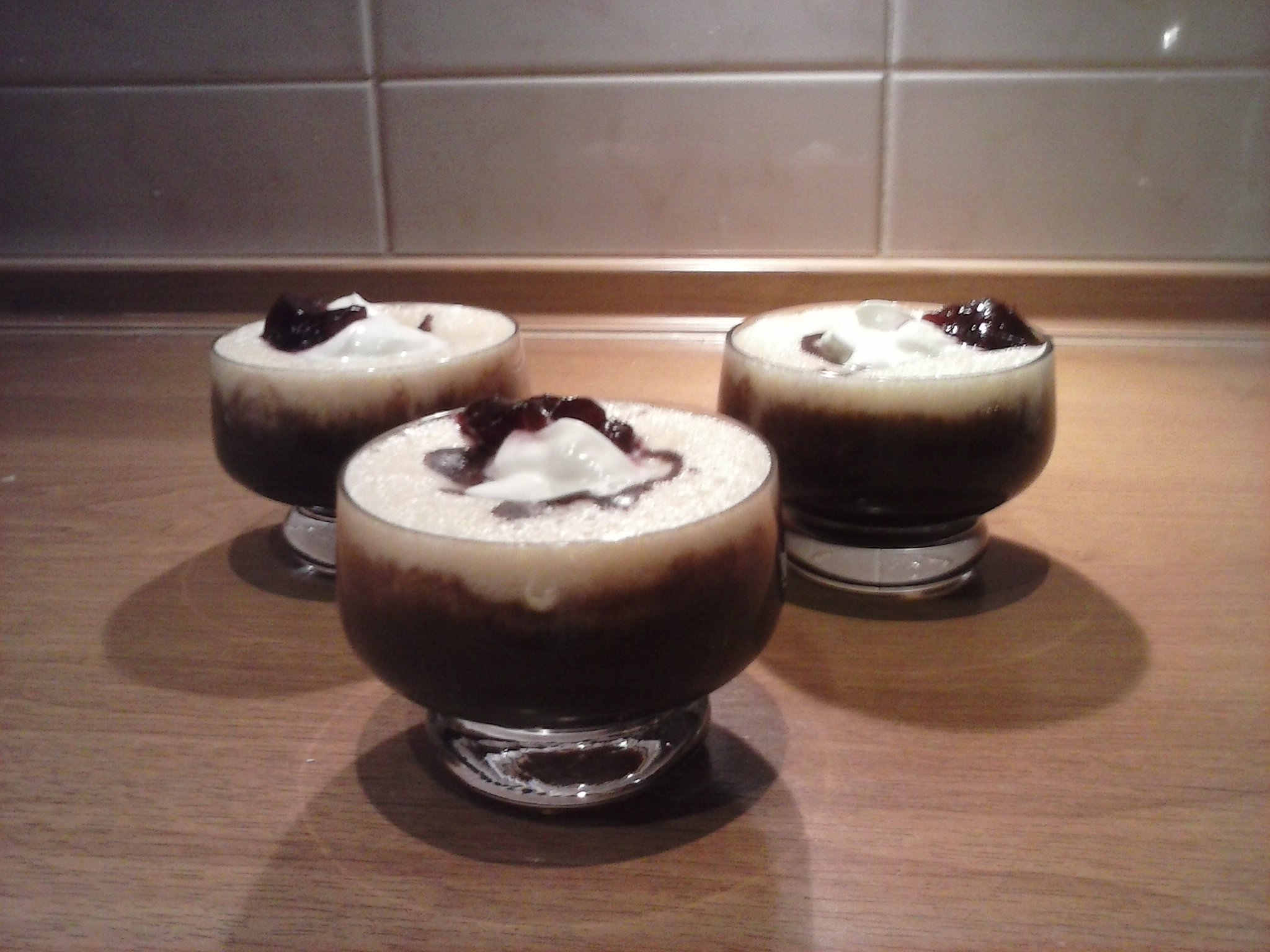
Szpajza

Szpajza ma konsystencję pianki. Do ubitych białek dodaje się żółtka utarte z cukrem. Konsystencję utrzymuje żelatyna. Dodając różne składniki, np. sok z cytryny, kakao, galaretkę (np. na bazie domowego kompotu) otrzymuje się różne smaki i kolory. Smak szpajzy może być również wzbogacony dodatkiem mocnego alkoholu, np. wódką, która może również służyć do rozpuszczania w niej kakao. Deser ozdabiany jest bitą śmietaną i owocami.
Szpajza cytrynowa została wpisana 12 września 2006 roku na listę produktów tradycyjnych województwa śląskiego w kategorii „Wyroby piekarnicze i cukiernicze”, a 16 grudnia 2019 roku pod nazwą „krośnicka szpajza” na listę produktów tradycyjnych województwa opolskiego. 17 września 2021 roku na listę produktów tradycyjnych województwa opolskiego wpisana została citron śpajza (szpajza cytrynowa). 

## Kuchnia pomorska
W kuchni pomorskiej znana jest szpajza z sokiem i skórką z cytryny (cytronszpajza), szpajza z dodatkiem lokalnych owoców (w mniej zamożnych domach), szpajza czekoladowa (z kakao) oraz szpajza z karmelem. Podawano ją z bitą śmietaną, czasem też np. z bakaliami i krojonymi galaretkami. Stołownicy nabierali porcje deseru ze wspólnego naczynia do miseczek. Śmietankę do polania podawano osobno.
Cytronszpajza została wpisana na listę produktów tradycyjnych województwa pomorskiego 19 listopada 2008. Był to deser przyrządzany z okazji świąt oraz takich uroczystości jak wesela i chrzciny. W zamożniejszych domach jadano ją po niedzielnym obiedzie.